# Charles James Martin
Charles James Martin FRS (Hackney, 9 de janeiro de 1866 — 15 de fevereiro de 1955) foi um fisiologista britânico.